# Автоматична гвинтівка Colt
Автоматична гвинтівка Colt або легкий кулемет Colt автоматична зброя з відкритим затвором під набій 5.56 mm NATO, яку розробила компанія Colt Defense. Вона базується на автоматичній гвинтівці M16A2/A4, має характерну прямокутну цівку, вертикальне руків'я, ручку для перенесення і вбудовані сошки.
Гвинтівка є однією з багатьох гвинтівок призначених для піхотного відділення створених на базі Armalite AR-15. Назва сімейства походить від оригінальної назви AR-15 з додаванням «Colt», в результаті з'явилась назва CAR-15, до того ж назву можно розшифрувати як Colt Automatic Rifle (автоматична гвинтівка Кольта). Збройна система CAR-15 складається з AR-15 та п'яти варіантів, в тому числі кулемета Colt важкої штурмової гвинтівки CAR-15.

## Огляд
Автоматична гвинтівка Colt назва поточного продукту, але Кольт розробив низку подібних видів зброї, після того як компанія отримала права на виробництво родини Armalite AR-15 наприкінці 1950-х. Спочатку зброя отримала назву Colt M16 LMG або просто Colt LMG (легкий кулемет). Зброю розробили у співпраці компанії Colt та Diemaco, канадська фірма яка отримала ліцензію від Кольта у 1982 році для виробництва варіанта гвинтівки M16 для збройних сил Канади. У 2005 році компанія Colt's Manufacturing LLC придбала Diemaco і перейменувала її на Colt Canada.
Зброя Colt/Diemaco веде своє походження від ряду видів зброї, розроблених як в Colt, так і військовими США. Ця зброя була розроблена щоб замінити раніше створену автоматичну гвинтівку Browning. Спочатку гвинтівку BAR повинна була замінити штурмова зброя відділення M15, але її остаточно замінили на M16A1; передбачалося, що один стрілець повинен був вести лише автоматичний вогонь, а інші бійці відділення повинні були вести самозарядний вогонь. У період між появою M16 та M249 у якості штурмової зброї відділення, було розроблено і протестовано тимчасову зброю для заповнення прогалини.

### Colt Модель 606 CAR-15 Важка штурмова гвинтівка M1
Кольт розробили версію M16 з важчим стволом для ведення безперервного автоматичного вогню. Разом із сошками, вона важила на фунт більше ніж звичайна M16. Армія замовила менше 200 одиниць для використання у програмі Система стрілецької зброї (SAWS).

### WAK «Interim SAW» та BRL XM106

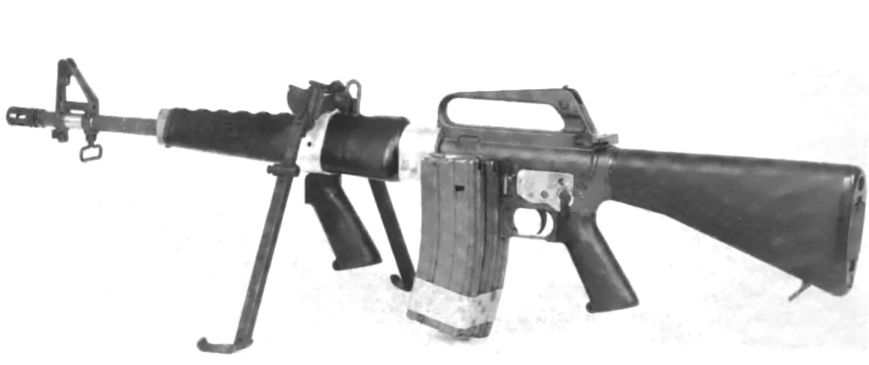
BRL XM106

На запит корпусу морської піхоти США, WAK Inc. почала роботу над проектом «Interim SAW» у 1977 році. По суті WAK SAW це була штурмова гвинтівка M16A1 перероблена для стрільби з відкритого затвора open bolt, зі спеціальним буфером та зі спеціальним компенсатором. У 1978 році балістична дослідницька лабораторія армії США (BRL) спираючись на концепцію WAK вирішила створити концепт для випробувань SAW під назвою XM106. Зброя BRL мала стаціонарну цівку і спеціальну систему швидкої заміни ствола. На цівці розташовувалися сошки M2 від гвинтівки M14 та вертикальне переднє руків'я зроблене з пістолетного руків'я M16A1. Перші XM106 також мали передній приціл зміщений вперед по стволу для створення довшої лінії прицілювання для точної стрільби на дальні відстані, але пізніше його прибрали. Армія використовувала XM106 під час випробувань лише для порівняння і в решті обрала кулемет M249 Squad Automatic Weapon.

### Colt/Diemaco LMG

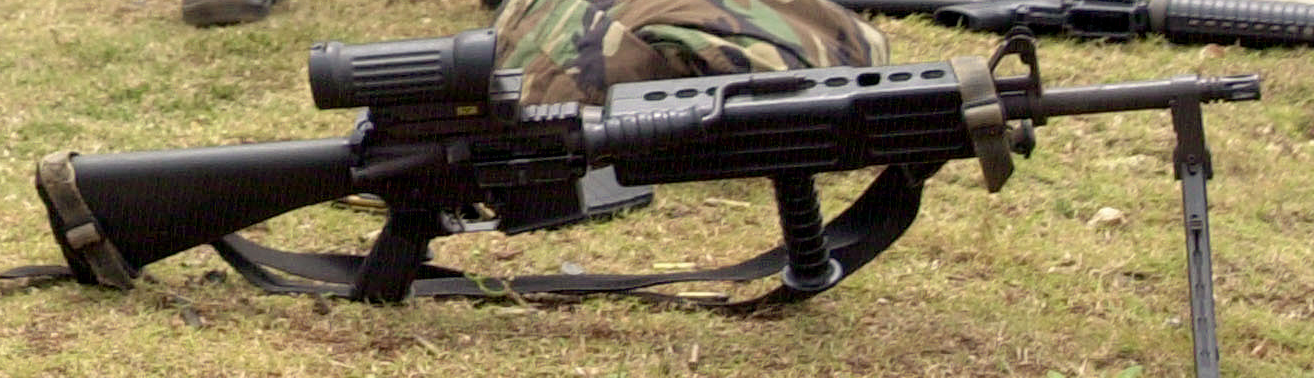
Легка зброя підтримки Diemaco

Протягом 1980-х Кольт вирішили розширити основні ідеї, розроблені в зброї WAK та BRL. По суті це була модифікована M16A1 з новою квадратною цівкою, яка закривала збільшену газову трубу та важчий ствол, з руків'ям на цівці, з гідравлічним буфером і можливістю стріляти з відкритого затвора. На цівку додали нахилене переднє руків'я для кращого керування автоматичною гвинтівкою. Було встановлено цілик, який пізніше використали на M16A2, а зброя могла вести лише автоматичний вогонь. Спочатку Кольт встановили 90-зарядний «равликовий барабан» MWG (пізніше встановили Beta Systems C-Mag). Крім того Кольти використали сошки від кулемета M60, але пізніше почали використовувати власну запатентовану легшу, яку пізніше використали у Моделі 750.
Кольт Модель 750 це покращена базова версія Colt LMG, розроблена компаніями Colt та Diemaco для продажу канадській армії. Покращена версія мала всі деталі від A2 і за зовнішнім виглядом схожа на оригінал окрім переднього руків'я, яке стало прямим циліндричним вкритим гумою. Цю зброю випускала Diemaco під назвою C7 Light Support Weapon (LSW) або просто LSW. Данські військові дали цій зброї позначення «LSV M/04».
У 1990-х Colt та Diemaco ще покращили конструкцію, вони додали пласке верхнє руків'я та покращили сошки. Кольт позначає її як Модель 950, але продає під назвою автоматична гвинтівка Colt, а до придбання Кольтом компанії Diemaco, вона мала назву Diemaco LSW. Завдяки партнерству Colt-Diemaco при роботі над цією системою, це була єдина зброя в їх продуктовій лінійці з цілком A2, а після модифікації — зйомне руків'ям для перенесення з цілком A2 (велика частина продуктової лінійки Diemaco мала цілики A1 і вони фактично розробили зйомне руків'я з цілком A1). На нижній ствольній коробці сучасних автоматичних гвинтівок Colt є штамп у вигляді кленового листка.